# Балоксавир марбоксил
Балоксавира марбоксил (англ. baloxavir marboxil, S-033188) — противовирусное средство для терапии и профилактики гриппа, ингибитор фермента, синтезирующего матричную РНК вируса. Является первым в этом классе препаратов.
Балоксавир марбоксил был разработан в качестве пролекарства, при его метаболизме высвобождается активное вещество - балоксавировая кислота (BXA). Затем BXA действует как ингибитор фермента, воздействуя на зависящую от кэпа эндонуклеазную активность вируса гриппа, которая используется в «захвате кэпа» полимеразным комплексом вируса, что имеет важное значение для его жизненного цикла.
Благодаря специфическому действию на вирус гриппа обладает благоприятным профилем безопасности – в рамках клинических исследований нежелательные явления при приеме балоксавира были количественно реже, чем в группе плацебо.

## Описание
Балоксавир (Балоксавир марбоксил) разработан японской компанией «Сионоги и Ко» (англ. Shionogi & Co.). Выпускается швейцарской фармацевтической компанией «Рош» (Roche), которая в 2016 году заключила лицензионное соглашение с «Сионоги и Ко». Разработчик позиционирует его как надёжное средство против вирусов гриппа типов A и B.
Препарат выпускается под торговой маркой «Ксофлюза» (Xofluza). Он одобрен для лечения гриппа в Японии с февраля 2018 года, в США с октября 2018 года.
Министерство здравоохранения, труда и социального обеспечения Японии (JMHLW) и Управление по санитарному надзору за качеством пищевых продуктов и медикаментов (FDA) одобрили балоксавир марбоксил на основании доказательств его эффективности и безопасности в двух клинических исследованиях у взрослых и детей старше 12 лет с гриппом (исследования CAPSTONE-1 и CAPSTONE-2).
Балоксавир применяется однократно в первые 48 часов с момента появления симптомов гриппа. У взрослых он прекращает выделение вируса гриппа за 1 сутки, облегчает симптомы гриппа через 2 суток.
У специалистов есть сомнения в эффективности препарата. В ходе клинических испытаний до вывода препарата на рынок выяснилось, что в организмах 10 % взрослых и 23,4 % детей вирус мутировал и приобрёл частичную или полную устойчивость к препарату.

## История
Балоксавир марбоксил был одобрен для продажи в Японии в феврале 2018 года. В октябре 2018 года FDA одобрило его для лечения острого неосложненного гриппа у людей в возрасте двенадцати лет и старше, у которых симптомы проявлялись не более 48 часов. Заявка FDA на балоксавир марбоксил была рассмотрена в приоритетном порядке в США, а одобрение Xofluza было предоставлено Shionogi & Co., Ltd. в октябре 2018 года. В частности, FDA одобрило использование балоксавира марбоксила для людей с высоким риском развития осложнений, связанных с гриппом.
В октябре 2019 года FDA утвердило обновленные показания для лечения острого неосложненного гриппа у людей в возрасте двенадцати лет и старше, подверженных риску гриппозных осложнений.
В ходе исследования, проведённого в 2019 году в Японии, обнаружено, что в результате массового применения балоксавира вирус гриппа приобретает резистентность к этому препарату.
Балоксавир марбоксил был одобрен для медицинского применения в Австралии в феврале 2020 года.
В сентябре 2020 года Ксофлюза зарегистрирована в России для лечения гриппа у пациентов в возрасте 12 лет и старше.
В ноябре 2020 года FDA одобрило обновлённое показание к применению Ксофлюзы, где была добавлена постконтактная профилактика гриппа (профилактический приём препарата после контакта с больным).

## Применение в медицине
Балоксавир марбоксил — это лекарство от гриппа, противовирусное средство для людей в возрасте двенадцати лет и старше, у которых симптомы этой инфекции проявляются не более 48 часов.

## Эффективность и безопасность
По данным 2020 года, применяемый у взрослых пациентов с гриппом, балоксавир марбоксил прекращает выделение вируса гриппа за 1 сутки и облегчает симптомы гриппа через 2 суток.

### Резистентность
При проведении испытаний, необходимых для вывода препарата на рынок, у 2,2 % людей, принимавших балоксавир в клиническом испытании фазы II, и примерно у 10 % участников клинического исследования фазы III инфекционный штамм гриппа приобрел устойчивость к препарату. Эта резистентность возникла из-за вариаций белка полимеразы с заменами изолейцина-38, в частности, в мутациях I38T, I38M и I38F. Возникновение резистентных штаммов является типичным явлением для препаратов прямого противовирусного действия и является предметом медицинского эпидемического мониторинга.

## Побочные эффекты
Общие побочные эффекты после приема разовой дозы балоксавира марбоксила включают диарею, бронхит, простуду, головную боль и тошноту. Благодаря специфическому действию на вирус гриппа балоксавир обладает благоприятным профилем безопасности – в рамках клинических исследований нежелательные явления при его приёме были количественно реже, чем в группе плацебо.
Прием балоксавира марбоксила сопровождался следующими нежелательными явлениями: диарея (в 3 % случаев), бронхит (3 %), тошнота (2 %), синусит (2 %) и головная боль (1 %).  Частота этих нежелательных явлений в группе плацебо составляла (4 %), (4 %), (3 %), (3 %) и (1 %) соответственно Ксофлюза : инструкция. — Роше Россия.

## Химические свойства
Балоксавир марбоксил представляет собой замещенное производное пиридона из семейства полициклических[чего?], о химическом синтезе которого сообщалось несколькими способами открывшей его японской компанией Shionogi and Co., а также другими[кем?]. В период с 2016 по 2019 год отчеты Shionogi несколько раз появлялись в японской патентной литературе, что даёт представление о возможных промышленных способах его синтеза.

## Фармакологические свойства

### Механизм действия
Балоксавира марбоксил представляет собой пролекарство — вещество, которое в организме превращается в балоксавир — ингибитор кэп-зависимой эндонуклеазы, специфического для вируса гриппа фермента в его РНК-полимеразном комплексе, требуемого для вирусной транскрипции. В отличие от ингибиторов нейраминидазы (осельтамивира, занамивира, перамивира и ланинамивира) которые препятствуют откреплению новых вирионов от поверхности инфицированных клеток, тем самым ограничивая распространение инфекции по организму, балоксавир подавляет репликацию вируса гриппа. Молекула ингибирует инициацию синтеза мРНК — первый этап пролиферации вируса после его попадания в клетку, в результате чего становится невозможным образовывать белки, необходимые для формирования вирусной частицы.

### Фармакодинамика
Балоксавир марбоксил (BXM) представляет собой пролекарство, активный агент которого, балоксавировая кислота (BXA), быстро высвобождается в организме, поскольку гидролиз BXM катализируется арилацетамиддеацетилазами в клетках крови, печени и в просвете тонкой кишки.

### Исследования
CAPSTONE-1 было рандомизированным, двойным слепым, многоцентровым исследованием фазы III, в котором оценивали эффективность и безопасность балоксавира для лечения гриппа у взрослых и подростков без факторов риска, CAPSTONE-1 было проведено в США и Японии, общее число пациентов составило 1 064 человек.  Первичной конечной точкой оценки эффективности было время от начала лечения в ходе исследования до времени, когда все 7 симптомов гриппа (кашель, боль в горле, головная боль, заложенность носа, лихорадка или озноб, боль в мышцах или суставах и слабость) пациент оценивал как отсутствующие или незначительные в течение как минимум 21,5 часов. В результате исследования балоксавир облегчил системные и респираторные симптомы в среднем за 54 часа, что на 33% быстрее плацебо(р <0,001). Среднее время до прекращения выделения вируса составляло 24 часа у пациентов, получавших балоксавир, по сравнению с 72 часами в группе осельтамивира (р <0,001) и 96 часами в группе плацебо (р <0,001).
CAPSTONE-2 был многоцентровым, рандомизированным, двойным слепым исследованием фазы III, проведенным для оценки эффективности и безопасности балоксавира по сравнению с плацебо или осельтамивиром для лечения гриппа у пациентов с высоким риском развития осложнений гриппа. В исследование вошли 1 163 больных. При лечении балоксавиром время до ослабления симптомов составило 73 часа у пациентов с риском осложнений гриппа, что на 28% быстрее, чем плацебо. Прием балоксавира сократил выделение вируса из организма до 48 часов в сравнении с 96 часами в группе плацебо и осельтамивира (р <0,0001). В результате лечения балоксавиром осложнения гриппа возникли у 2,8% больных в сравнении с 10,4% в группе плацебо (р <0,0001).
По результатам исследований балоксавира у пациентов с гриппом без факторов риска был опубликован метаанализ, включавший 22 исследования, в сравнении с ингибиторами нейраминидазы (осельтамивир, занамивир, перамивир, ланинамивир). Установлено, что балоксавир более эффективен в контроле вирусной нагрузки (время до прекращения выделения вируса и изменение вирусного титра вируса через 24 ч по сравнению с исходным уровнем) в сравнении с другими  противовирусными препаратами. Профиль безопасности балоксавира сопоставим с ингибиторами нейраминидазы.
Безопасность и эффективность балоксавира марбоксила для профилактики после заражения гриппом в домашних условиях подтверждается одним рандомизированным двойным плацебо-контролируемым исследованием, в котором 750 человек разного возраста, включая детей младше 12 лет, которые контактировали с человеком, заболевшим гриппом в своей семье, получали однократную дозу балоксавира или плацебо. Из 750 человек 374 принимали балоксавир и 375 – плацебо.. Первичной конечной точкой исследования была доля заболевших домашних контактов с подтвержденным диагнозом «грипп» с 1 по 10 день. Из тех, кто получал балоксавир марбоксил, только 1% заболели гриппом в сравнении с 13% в группе плацебо..
В октябре 2018 года FDA объявило об одобрении Ксофлюзы для применение против гриппа, при этом сообщается, что безопасность и эффективность препарата была продемонстрирована в двух рандомизированных контролируемых клинических исследованиях на 1832 пациентах, которым назначался либо балоксавир марбоксил, либо плацебо, либо другое противовирусное лечение от гриппа в течение 48 часов после появления симптомов гриппа. В обоих исследованиях у пациентов, получавших Ксофлузу, было сокращение времени проявления симптомов заболевания по сравнению с пациентами, принимавшими плацебо. Во втором исследовании не было разницы во времени симптомов между пациентами, получавшими Ксофлузу, и теми, кто получал другое лечение от гриппа.
Хотя он изучается на COVID-19, по состоянию на 8 апреля 2020 года нет опубликованных доказательств его использования.